# Гринёв, Борис Викторович
Гринёв Борис Викторович (укр. Гриньов Борис Вікторович) род. 1 апреля 1956 года, в г. Харьков — украинский учёный-материаловед, академик НАН Украины, доктор технических наук, профессор. Директор Института сцинтилляционных материалов НАН Украины.. Заслуженный деятель науки и техники Украины (1998). Лауреат Украины в области науки и техники (1996).

## Биография
Гринёв Б. В., 1956 года рождения, украинец, академик НАН Украины, доктор технических наук, профессор.
1978 г. окончил Харьковский государственный университет им. А.М. Горького.
1985 г. защитил диссертацию на степень кандидата физико-математических наук в Донецком государственном университете.
1994 г. защитил диссертацию на степень доктора технических наук в Институте монокристаллов НАН Украины.
1997 г. — избран членом-корреспондентом НАН Украины.
1998 г. — присуждена учёная степень «профессор».
2006 г. — избран действительным членом Национальной академии наук Украины.
2010 г. — избран членом Президии НАН Украины.
1978—1987 гг. — работа и учёба в аспирантуре Харьковского государственного университета им. А.М. Горького, работа в Западно-Сибирской опытно-методической экспедиции Миннефтепрома СССР.
С 1987 г. работал в НТК «Институт монокристаллов» НАН Украины на должностях: старшего научного сотрудника, начальника отдела, ученого секретаря, заместителя директора по научной работе.
С 1996 г. по декабрь 2002 г. — директор Института монокристаллов — генеральный директор научно-технологического комплекса «Институт монокристаллов» НАН Украины.
1997—1999 гг. заместитель Министра Украины по делам науки и технологий, первый заместитель председателя Государственного комитета по вопросам науки и интеллектуальной собственности.
1998—2000 гг. — член Национальной комиссии Украины по делам ЮНЕСКО.
С декабря 2002 г. — директор Института сцинтилляционных материалов НАН Украины.
С апреля 2010 г. — научный руководитель Института сцинтилляционных материалов НАН Украины.
С апреля по июль 2010 г. — председатель Государственного комитета Украины по вопросам научно-технического и инновационного развития (Госкомнауки).
2010—2015 гг. — член комитета по Государственным премиям Украины в области науки и техники.
С июля 2010 г. — первый заместитель Председателя Государственного комитета Украины по вопросам науки, инноваций и информатизации (Госкоминформнауки).
С января 2011 г. — первый заместитель Председателя Государственного агентства по вопросам науки, инноваций и информатизации Украины (Госинформнауки).
2014—2017 гг. — директор Государственного фонда фундаментальных исследований Украины.
С 2017 г. по настоящее время — директор Института сцинтилляционных материалов НАН Украины .
С 1997—2003 гг., с 2010 — 2022 гг. — полномочный представитель Правительства Украины в ОИЯИ (г. Дубна, Россия).
С марта 2017 г. — представитель Украины в ЦЕРН (г. Женева, Швейцария).

## Научные приоритеты

### Направления научной деятельности (настоящее)
Процессы взаимодействия электромагнитного излучения с конденсированной средой.
Керамические композиционные, монокристаллические, пленочные, жидкие и пластмассовые материалы для различного функционального назначения.
Сцинтилляционное материаловедение, люминесценция, радиационное приборостроение.

### Руководитель НИОКР
Разработка методов организации сцинтилляционными характеристиками монокристаллов на основе сложных редкоземельных оксидов.
Разработка и получение сцинтилляционных низкофоновых материалов для исследований двойного β-распада и темной материи.

## Научная деятельность (история)
Главными направлениями научной деятельности Б.В. Гринёва являются: изучение фундаментальных свойств сцинтилляционных материалов, поиск новых сцинтилляторов, разработка приборов и устройств на их основе для разных отраслей применения. Работы Б. В. Гринёва, в значительной мере, определяют современный мировой уровень технологий получения и обработки сцинтилляционных и люминесцентных материалов.
Исследования, проведённые Б.В. Гринёвым, позволили разработать промышленные технологии автоматизированного выращивания крупногабаритных высокопрозрачных оптических кристаллов диаметром до 600 мм, совершенных сцинтилляционных монокристаллов диаметром до 520 мм и массой более 500 кг. Для экспериментов по физике высоких энергий разработаны технологии производства пластмассовых сцинтилляторов массой до 1000 кг с высокой объёмной прозрачностью (до 4 м), сцинтилляционных пластин длиной до 3,7 м, уникальных сцинтилляционных стрипов и комбинированных детекторов сложной формы.
По инициативе и под руководством Б.В. Гринёва на Украине было организовано производство особо чистых солей для монокристаллов, которое обеспечило стабильный экспорт наукоемкой продукции — сцинтилляторов на основе галогенидов щелочных металлов. Также он руководит научными исследованиями, целью которых является поиск новых сцинтилляционных материалов для экспериментов по поиску «темной материи» и двойного β-распада.
В последнее время под руководством Гринёва изобретен ряд новых сцинтилляционных материалов, которые могут найти своё применение при основании новых экспериментов по физике высоких энергий.
Учитывая активизацию борьбы с международным терроризмом и несанкционированным перемещением радиоактивных веществ и грузов, чрезвычайную актуальность приобретают разработанные новые органические и неорганические сцинтилляторы и технологические процессы их получения. Украинскими сцинтилляторами комплектуются таможенные интроскопические системы и установки, которые производятся в Европейском Союзе.
Благодаря научным разработкам Б.В. Гринёва на Украине в 2000-х годах основано новое направление приборостроения — производство ядерной медицинской аппаратуры.
С 2007 г. Б.В. Гринёв заведует кафедрой физики кристаллов в Харьковском национальном университете имени В.Н. Каразина.
Разработана уникальная технология выращивания, благодаря которой получены оптические однородные монокристаллы с рекордными параметрами светловыхода (12-16 ф/ МеВ) для электромагнитных колориметров нового поколения, используемых в суперколлайдере LHC, CERN (Швейцария).
Гринёв входит в 30 наиболее цитируемых учёных Украины (по данным базы Scopus, Google Score).

## Научные работы
Профессор Б. В. Гринёв активно занимается научно-педагогической деятельностью.
С 2007 г. Б.В. Гринёв заведует кафедрой физики кристаллов в Харьковском национальном университете имени В. Н. Каразина.
Им издано 7 научных пособий, учебники для высшей школы: «Вища алгебра» (2003) (ISBN 978-966-8319-91-4); «Векторна алгебра» (2003) (ISBN 978-966-8319-90-7); «Аналітична геометрія» (2003) (ISBN 978-966-8319-92-1).
Инициатор создания нового научного журнала «Функциональные материалы» (англ. Journal «Functional Materials» print:ISSN 10275495; online: ISSN 22182993).
Среди научных работ Б. В. Гринёва — 33 монографии и книги, свыше 1400 научных работ, 178 изобретений, ряд которых запатентован за границей. Под его научным руководством выполнены 8 кандидатских и 9 докторских диссертаций.

## Организационно-научная, общественная деятельность
• Член Европейской ассоциации ядерной медицины (англ. Еuropean Association of Nuclear Medicine) с 1997 г.
• Член Института инженеров электроники и электротехники США с 2000 г.
• Член межведомственного совета по научному приборостроению.
• Член координационного Совета по сотрудничеству НАН Украины с ЦЕРН и ОИЯИ.
• Член координационного НТС ГЦНТП внедрения и применения ГРИД-технологий — 2009—2013 г.
• Член НТС целевой комплексной программы НАН Украины «Космомикрофизика» — 2010—2012 г.
• Член НС целевой комплексной программы НАН Украины «Фундаментальные проблемы наноконструктных систем, наноматериалов, нанотехнологий».
• Член Харьковского областного Общественного гуманитарного совета.
• Главный редактор научно-технической монографичной серии книг «Функциональные материалы для науки и техники. Состояние и перспективы развития».
• Член редколлегии научных журналов — «Функциональные материалы», «Наука и инновации», «Світогляд».
• Член Европейской средиземноморской академии искусств и наук (The Euro Mediterranean Academy of Arts and Sciences (EMAAS)) — 2017.

## Награды
- Орден князя Ярослава Мудрого IV степени (1 декабря 2021 года) — за значительный личный вклад в социально-экономическое, научно-техническое, культурно-образовательное развитие Украины, весомые трудовые достижения, многолетний добросовестный труд[10]
- Орден князя Ярослава Мудрого V степени (18 мая 2017 года) — за весомый личный вклад в развитие отечественной науки, укрепление научно-технического потенциала Украины, многолетний добросовестный труд и высокий профессионализм[11]
- Орден «За заслуги» I степени (24 августа 2013 года) — за значительный личный вклад в государственное строительство, социально-экономическое, научно-техническое, культурно-образовательное развитие Украины, весомые трудовые достижения и высокий профессионализм[12].
- Орден «За заслуги» II степени (14 мая 2009 года) — за весомый личный вклад в развитие отечественной науки, создание национальных научных школ, укрепление научно-технического потенциала Украины и по случаю Дня науки[13].
- Орден «За заслуги» III степени (26 июня 2006 года) — за весомый личный вклад в государственное строительство, утверждение конституционных прав и свобод граждан, социально-экономическое и духовное развитие Украины[14].
- Орден Дружбы (17 декабря 2011 года, Россия) — за большой вклад в развитие науки и международного научно-технического сотрудничества[15] (вернул).
- Заслуженный деятель науки и техники Украины (29 октября 1998 года) — за добросовестный труд, весомые достижения в профессиональной деятельности[16].
- Государственная премия Украины в области науки и техники (11 декабря 1996 года) — за разработку и промышленное освоение технологических процессов автоматизированного выращивания крупногабаритных сцинтилляционных щёлочногалоидных монокристаллов и изготовление детекторов на их основе для различных отраслей ядерного приборостроения[17].

## Семья
Женат, отец двух дочерей.

## Интересы
Одним из главных увлечений Бориса Гринёва является украинское искусство второй половины XX — первой трети XXI веков.
Коллекция Бориса и Татьяны Гринёвых насчитывает около тысячи уникальных произведений украинского искусства, является публичной и подробно изученной, а также входит до 15 известных коллекций «Современного искусства Украины»
Под редакцией Б. В. Гринёва был составлен справочник «Подписи и монограммы художников Украины», в трех переизданиях. Справочник содержит краткую биографическую информацию о современных украинских художниках и образцы их подписей.
Выставочные проекты:
2006 — Passinato. Художественные произведения из коллекции семьи Гриневых. Харьковский художественный музей. Куратор Ольга Денисенко.
2010 — Виктор Игуменцев. Живопись, графика, скульптура. Национальный художественный музей Украины. Куратор Даниил Никитин.
2013 — «Поема про землю». Ретроспективная выставка Александра Судакова. Харьковский художественный музей. Куратор Ольга Денисенко.
2015 — «Поза ідеологією». Советское искусство из коллекции Татьяны и Бориса Гриневых. Харьковский художественный музей. Кураторы Ольга Балашова, Галина Глеба, Илья Заболотный.
2016 — «Три художественные поколения в коллекции Татьяны и Бориса Гриневых». Центр современного искусства ЕрмиловЦентр. Кураторы Ольга Балашова, Галина Глеба.
2017 — «Политика тела. Харьковская фотография из коллекции Татьяны и Бориса Гриневых». Полтава, Галерея Jump. Куратор Галина Глеба.
2018 — ИНТРО. Александр Судаков. Харьков, Галерея имени Генриха Семирадского.
2018 — «Политика тела. Харьковская школа фотографии из коллекции семьи Гриневых». Мукачево, Замок «Паланок». Куратор Галина Глеба.
2018 — École photographique de Kharkiv. Херсон, Музей современного искусства. Куратор Виктория Бавыкина.
2019 — Харьковская школа фотографии из коллекции семьи Гриневых. Киев, Mironova Foundation. Куратор Виктория Бавыкина.
2019 — «Станислав». Выставка фотографий украинского художника Станислава Волязловского. Харьков, Муниципальная галерея. Куратор Виктория Бавыкина.
2019—2020 — «Це коло ти залишиш». Выставка Евгения Светличного и Владимира Шапошникова. Киев, Национальный художественный музей Украины. Кураторы Лера Полянскова, Оксана Баршинова.